# يبوريو ميخيا
يبوريو ميخيا (بالإسبانية: Liborio Mejía)‏ (و. 1792 – 1816 م) هو سياسي كولومبي، ولد في ريونيغرو، توفي في بوغوتا، عن عمر يناهز 24 عاماً.